# Мадонна Конестабиле
«Мадонна Конеста́биле» (итал. Madonna Conestabile) — миниатюрное и, вероятно, неоконченное изображение Девы Марии и младенца Христа, принадлежащее кисти Рафаэля Санти. Считается последней работой, созданной Рафаэлем в юношеском возрасте в Умбрии, до переезда во Флоренцию. Хранится в Эрмитаже в Санкт-Петербурге (инв. ГЭ-252). Это одно из двух произведений Рафаэля в российских собраниях. Вторая эрмитажная картина Рафаэля: Мадонна с безбородым Иосифом.

## Композиция и стиль

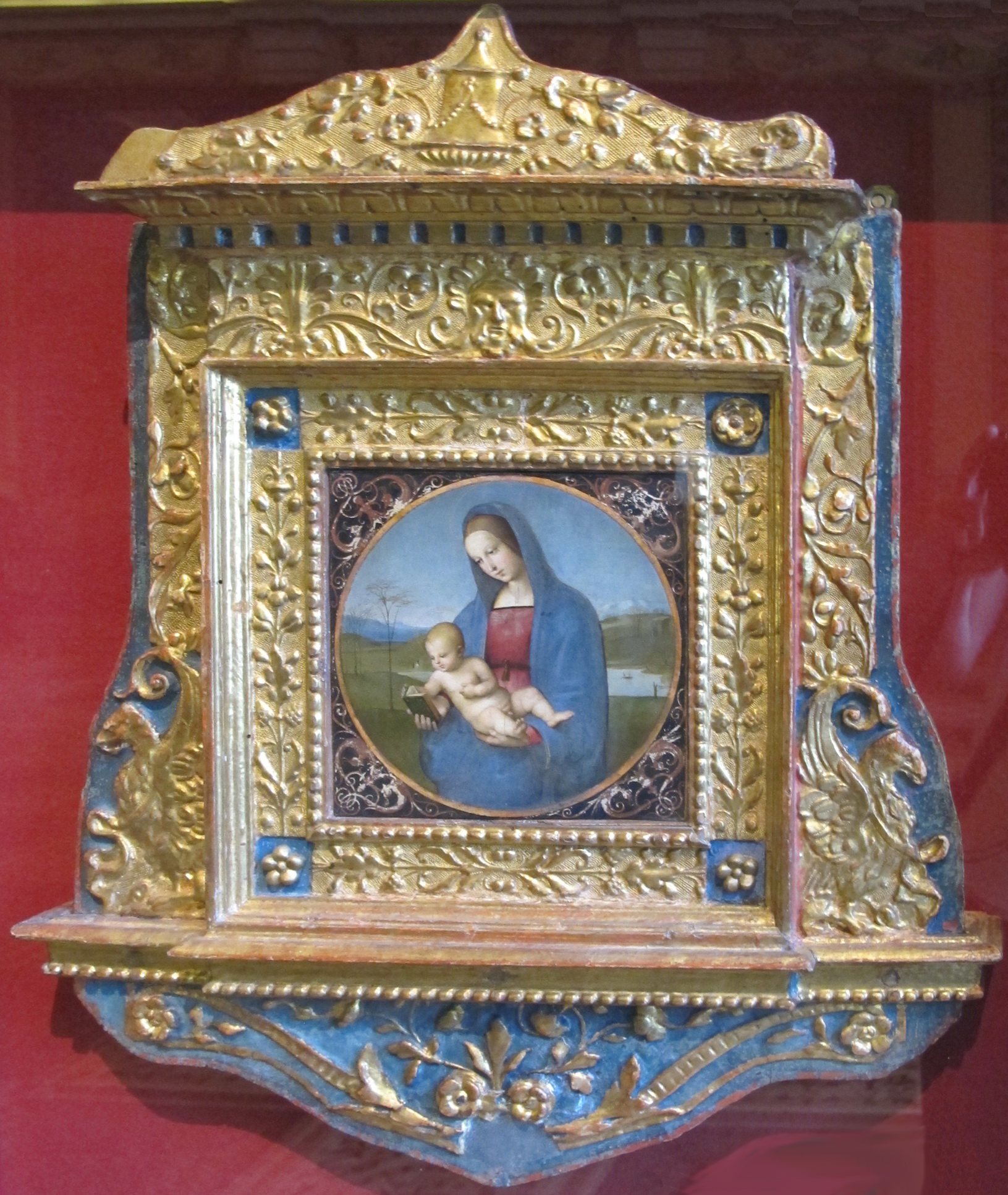
Картина Рафаэля в исторической раме. Эрмитаж, Санкт-Петербург

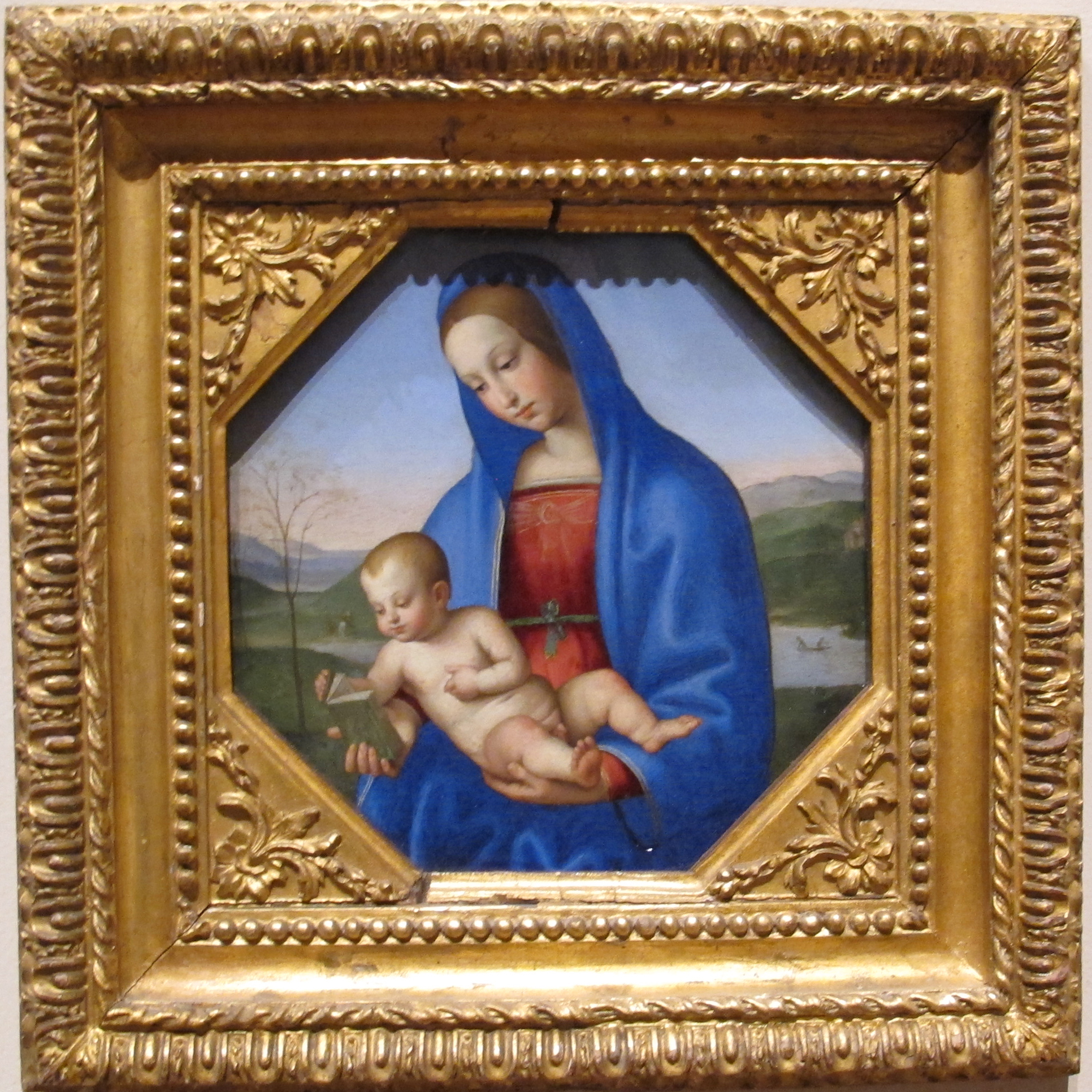
Сассоферрато. Копия картины Рафаэля «Мадонна Конестабиле». Между 1625 и 1700 гг. Медь, масло. Лувр, Париж

Представляет собой композицию типа тондо (в круге), излюбленную художниками Тосканского Возрождения. Картина создана между 1502 и 1504 годами. Рафаэлю в то время было не более двадцати лет. Размер картины удивительно мал: 17,5 × 18 см. Картина была написана на дереве вместе с рамой (вероятно, сделанной также по рисунку Рафаэля). Лепнина рамы выполнена на той же доске, которая служила основой для живописи. Картина создана художником в Урбино, в его ранний, умбрийский период (осенью 1504 года Рафаэль переехал во Флоренцию). Характерен типично умбрийский пейзаж, а в облике, особенно в лике, Мадонны, изображённой совсем юной девочкой, угадывается влияние Перуджино, учителя Рафаэля.
А. Н. Бенуа писал об этой картине:

 Это юношеское, незрелое произведение Рафаэля и не говорит нам о настоящей силе мастера, о настоящей его стихии. «Здесь нет Рафаэля» и содержание картины исчерпывается влиянием Перуджино (Мадонна написана по рисунку последнего, хранящемуся в берлинском Kupferstich Kabinett’e). Лишь пейзаж, весь какой-то хрупкий, печальный и всё же ясный — как весеннее утро, со снежными горами вдали и с полной от весенних вод рекой, протекающей наискось по долине, говорит о более глубоком и чутком темпераменте, нежели темперамент Перуджино. 
Прежнее название картины: «Мадонна дель Либро» (итал. Madonna del Libro — Мадонна с книгой) — Дева Мария в правой руке держит раскрытую книгу, вероятно, Священное Писание, к которой тянется Младенец.

## История приобретения картины
Рафаэль написал эту картину для семьи Альфани (с начала XVIII в. — Альфани делла Стаффа). В 1789 году графы делла Стаффа породнились с семьей Конестабиле и стали называться Конестабиле делла Стаффа. Картина находилась в доме графа Конестабиле делла Стаффа, археолога из Перуджи. В 1869 году граф из-за денежных затруднений решил расстаться со своей художественной галереей во Флоренции, в которой в то время находилась «Мадонна» Рафаэля и картины Перуджино. Граф написал письмо Г. С. Строганову, известному коллекционеру, находившемуся в то время Риме, с предложением о покупке для Эрмитажа его галереи и небольшого собрания рисунков Рафаэля и Перуджино за 1 500 000 франков. Строганов известил об этом предложении директора Эрмитажа С. А. Гедеонова, а тот «вышел с представлением» к министру двора и получил ответ, что «Мадонну» желает приобрести императрица Мария Александровна, супруга императора Александра II.
Условием продажи было закрепление за картиной фамилии владельца в память о семейной реликвии. Однако переговоры зашли в тупик. Конестабиле не соглашался на продажу только одной картины, а затем захотел увеличить цену. В конце концов, в 1871 году Гедеонов выехал во Флоренцию и договорился о приобретении картины Рафаэля за 310 000 франков. Эта покупка вызвала бурную реакцию в Италии и множество откликов в России. Писатель Д. В. Григорович выпустил специальную брошюру, посвящённую похожей истории с приобретением «Мадонны Литта», а критик В. В. Стасов опубликовал два больших фельетона о покупке «Мадонны Конестабиле» и её последующей реставрации.
После смерти Марии Александровны в 1880 году, согласно завещанию, «Мадонна Конестабиле» поступила в собрание Картинной галереи Императорского Эрмитажа. Ранее, после прибытия картины в Санкт-Петербург выяснилось, что небольшие трещины на доске картины увеличились. Поэтому в 1871 году картину перевели с дерева на холст (обычная практика во многих музеях XIX века). Тогда же выяснилось, что вначале Рафаэль изобразил Мадонну, держащую в руках не книгу, а гранат — символ пролитой крови и Страстей Христовых. Затем художник изменил иконографию.
Во время эрмитажных распродаж советского времени картину вместе с «Мадонной Альба» вывезли в Европу, однако, несмотря на скромность запрошенной цены, покупателя на «сомнительную» работу найти так и не смогли и картина вернулась в Эрмитаж.
«Мадонна Конестабиле» экспонируется в зале Майолики здания Нового Эрмитажа в подлинной раме, за стеклом — в зале, соседнем с галереей Лоджии Рафаэля.
Копию картины Рафаэля создал итальянский живописец XVII века Сассоферрато, она хранится в парижском Лувре.